# HD 38283
HD 38283 — звезда в созвездии Столовой Горы на расстоянии около 122,9 световых лет от нас. Вокруг звезды обращается, как минимум, одна планета.

## Характеристики
HD 38283 — звезда 6,7 видимой звёздной величины, впервые упоминается в каталоге Генри Дрейпера. Она представляет собой жёлто-белый карлик главной последовательности, имеющий массу, равную 1,085 солнечной. Температура поверхности составляет приблизительно 5945 кельвинов. Возраст звезды оценивается в 5,4 миллиардов лет.

## Планетная система
В 2011 году группой исследователей было объявлено об открытии  планеты HD 38283 b в системе. По массе она сравнима с Сатурном; обращается она на расстоянии 1,02 а.е. от родительской звезды, совершая полный оборот за 363 суток. Открытие было совершено методом Доплера.